# 古陀炤
古陀炤（620年代—642年）金氏，新羅第29代君主武烈王金春秋的女儿。
《三国史记·新羅本紀》没有记载公主的名字，《三国史记·金庾信列传》记载为古陀炤。嫁给大耶城都督、伊湌金品釋。善德王十一年（642年）七月，百濟義慈王擧攻取新罗國西部四十餘城. 八月，又和高句麗謀取党項城。百濟將軍允忠，領兵攻下大耶城，金品釋、舍知竹竹、龍石、古陀炤都被杀害。金春秋听说後，倚柱而立，整日不眨眼，有人经過他面前也视而不见。旣而感慨道：“大丈夫豈不能呑灭百濟？”对善德女王说：“臣願奉使高句麗請兵，以報怨於百濟。”高句麗没有给予新罗实质性的帮助，最后金春秋成为新罗国王后，联合唐朝，灭亡了百济。

## 相关影视
- 《渊盖苏文》（SBS，2006年-2007年，崔雪花）
- 《大王之梦》（KBS，2012年-2013年，朴歌梨娜、鄭多彬）